# Ванда Крахельська-Філіпович
Ванда Крахельська-Філіпович, псевдонім Алінка, Аліція (пол. Wanda Krahelska-Filipowiczowa; нар. 15 грудня 1886, Мазурки, Барановицького повіту, Мінської губернії, Російська імперія — пом. 5 лютого 1968, Варшава, Польща) — польська революціонерка, провідна діячка підпільному Русі Опору Варшави в роки німецької окупації в ході Другої світової війни, художниця, членкиня жіночого відділення Бойової організації Польської соціалістичної партії, учасниця невдалого замаху на варшавського генерал-губернатора Георгія Скалона, співзасновниця Ради допомоги євреям.

## Життєпис
Ванда Крахельська народилась 1886 року в родині учасника січневого повстання. У 1902 році зі старшою сестрою організувала в родовому маєтку Мазурки підпільну школу для дітей. У 1903 році закінчила жіночий пансіон у Варшаві.
У 1904 році залишилася у Варшаві, щоб підготуватися для вступу до варшавської Школу витончених мистецтв. У цей же час стала спілкуватися з членом Бойової організації ППС Мечиславом Рубе, який долучив її до підпільної діяльності. Ванда поширювала в польській провінції нелегальну агітаційну літературу соціалістичного спрямування. На прохання Маріана Фальського організувала в родовому маєтку підпільну друкарню для білоруських соціалістів.
Після самогубства свого нареченого Мечислава Рубе, яке сталося після арешту і допитів в Олександрівській цитаделі, Ванда Крахельська вступила до жіночого відділення Бойової організації Польської соціалістичної партії.
18 серпня 1906 року незабаром після Кривавої середи Крахельська брала участь у замаху на варшавського генерал-губернатора Російської імперії Георгія Скалона. Побоюючись арешту, Крахельська втекла до Галичини, де 27 червня 1907 року оформила фіктивний шлюб з Адамом Добродзицьким, що перешкоджало її депортації до Королівства як австрійської громадянки. Так вона уникла арешту до судового процесу, який відбувся 11 — 18 серпня 1908 року. Судовий процес закінчився її одностайним виправданням присяжними та негайним звільненням, незважаючи на визнання її причетності до вбивства. Втім, після цього Ванда Крахельська покинула Бойову організацію ППС.
У 1908 році одружилась із соціалістичним активістом та членом партії ППС Тітусом Филіповичем.
У 1909—1910 роках Крахельська-Філіпович навчалася в жіночій Школі витончених мистецтв у Кракові. В цей же час вивчала історію мистецтв у Ягеллонському університеті. З 1911 року навчалася в Інституті витончених мистецтв у Флоренції. Пізніше переїхала до Швейцарії, де співпрацювала з Товариством прогресивно-незалежної молоді. У 1915 році повернулася до Кракова, де брала участь у діяльності пресслужби Вищого національного комітету і партії ППС.
Після здобуття незалежності Польщі Крахельська-Філіпович брала участь в освітній комісії ППС і працювала в Департаменті опіки дітей робітників. З 1932 року працювала в Польському телеграфному агентстві. У 1935—1939 роках працювала головною редакторкою журналу «Arkady».
Під час Другої світової війни Ванда Крахельська-Філіпович співпрацювала з Демократичною партією у сфері соціального забезпечення. У вересні 1942 року разом з письменницею Зофією Коссак-Щуцькою заснувала Тимчасовий Комітет допомоги євреям, пізніше перейменований на Раду допомоги євреям. Крахельська також особисто переховувала євреїв у власному будинку на початку німецької окупації. Серед біженців була вдова єврейського історика Шимона Ашкеназі.
Після війни працювала з 1945 по 1947 роки в Бюро відновлення столиці та Міністерстві культури і мистецтва Польщі. У 1946 році заснувала журнал «Projekt» і була його головною редакторкою до 1956 року. В 1965 році вийшла на пенсію.
Ванда Крахельська-Філіпович померла 1968 року та була похована на Служевському кладовищі у Варшаві.
Брат, воєвода Поліського воєводства Ян Крахельський, племінниця польська письменниця Христина Крахельська.

## Нагороди
- У 1931 році удостоєна Хреста Незалежності.

## Джерело
- Słownik Biograficzny Działaczy Polskiego Ruchu Robotniczego, t. 3, Warszawa 1992 r.